# Genetta poensis
Genetta poensis (генета королівська) — вид хижих ссавців з родини Віверові (Viverridae).

## Поширення
Записаний в Ліберії, Кот-д'Івуарі, Гані, Екваторіальній Гвінеї, Республіці Конго. Вид представлений 10 відомими зразками у колекціях, і не було нових зразків з 1946 року. Судячи з місць, де були зібрані зразки, вид обмежується вологим тропічним лісом.

## Загрози та охорона
Загрози не з'ясовані. Полювання є ймовірною загрозою, оскільки більшість з музейних зразків були зібрані місцевими мисливцями або на ринках м'яса диких тварин. Не відомо чи цей вид зустрічається в будь-якому охоронному районі.